# Obelisco Flaminio
El obelisco Flaminio (así llamado porque marca el comienzo de la Vía Flaminia) u obelisco de la Piazza del Popolo forma parte de los trece Obeliscos de Roma y es uno de los primeros que fueron transportados a la ciudad desde Egipto. Está tallado en granito rojo de Asuán, mide 23.30 metros y pesa 235 toneladas. Con la base y la cruz alcanza una altura total de 36.50 metros.

## Historia
A lo largo de su historia, el obelisco Flaminio estuvo emplazado en tres lugares distintos:

### Heliópolis
Construido durante el reinado de Seti I y Ramsés II (siglo XIII a. C.), el monolito se erigió en el Templo del Sol de la antigua ciudad egipcia de Heliópolis. Tres de sus caras se grabaron con el nombre de Seti I, y la cuarta con el de su hijo Ramsés II Siglos después, en el año 10 a. C., fue transportado hasta Roma por mandato de Augusto, junto al denominado obelisco de Montecitorio.

### Circo Máximo
A su llegada a Roma en el año 10 a. C. el obelisco se ubicó en la espina del Circo Máximo. Tres siglos más tarde, en el año 357, se emplazó también en el lugar el obelisco de Letrán. Posteriormente se pierde el rastro de ambos, aunque existen evidencias de que se hundieron o fueron derribados en una fecha desconocida. 

### Piazza del Popolo
El obelisco Flaminio se redescubrió en 1587 junto al obelisco de Letrán, roto en tres partes, durante las excavaciones dirigidas por el papa Sixto V, que los hizo trasladar junto con otros monolitos para adornar las plazas de Roma.  
En 1589 fue reubicado frente a la iglesia de Santa María del Popolo por Domenico Fontana, convirtiéndose así en el monumento central de la piazza del Popolo recientemente proyectada a su alrededor. En 1823, Giuseppe Valadier lo adornó con una base con cuatro estanques circulares y otras tantas esculturas de leones en piedra, imitando el estilo egipcio. Posteriormente, el conjunto fue nuevamente reformado entre 1816 y 1824. cita requerida

## Galería de imágenes

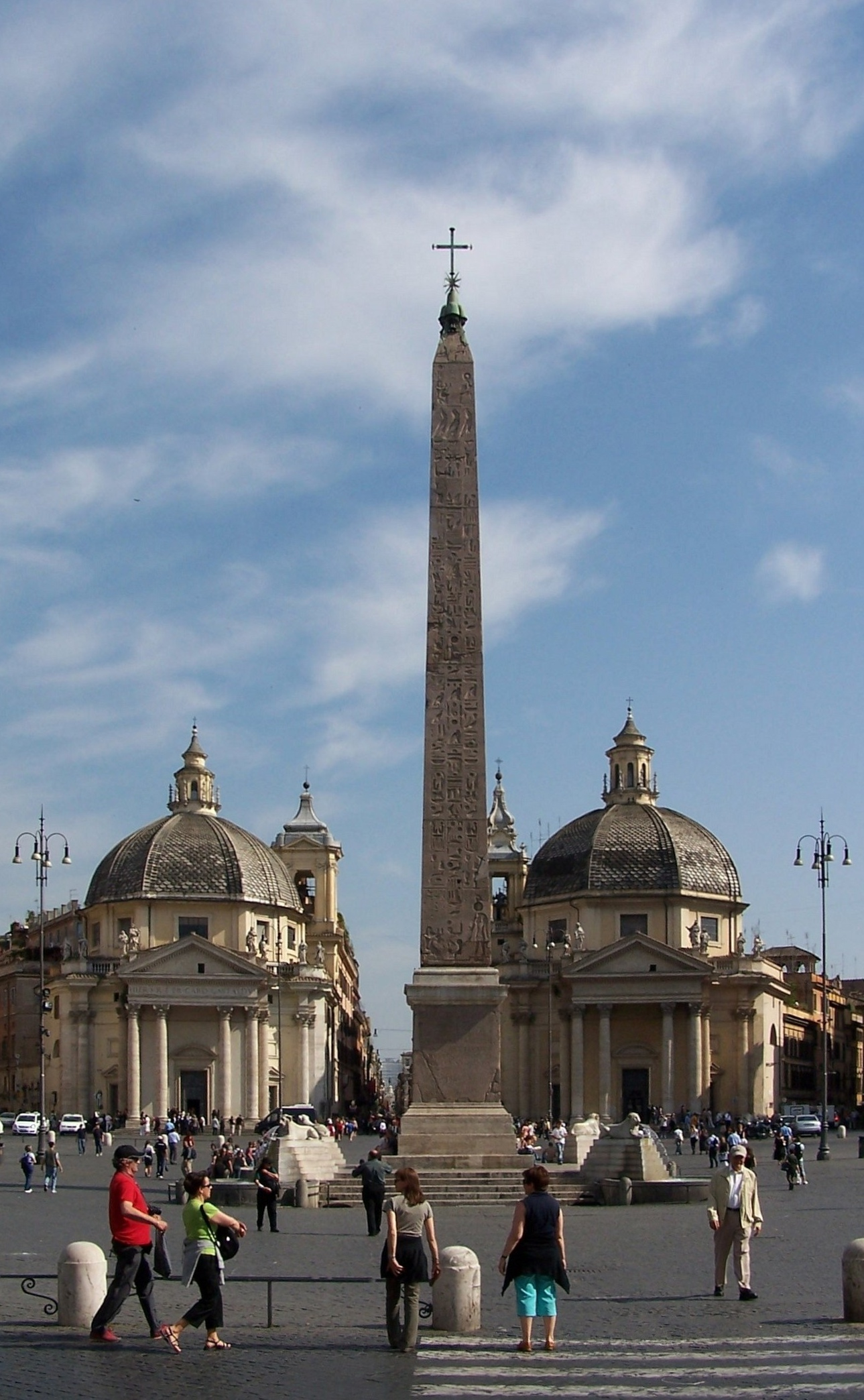
Obelisco Flaminio en la Piazza del Popolo. Al fondo, las iglesias de Santa María in Montesanto y Santa María de los Milagros.
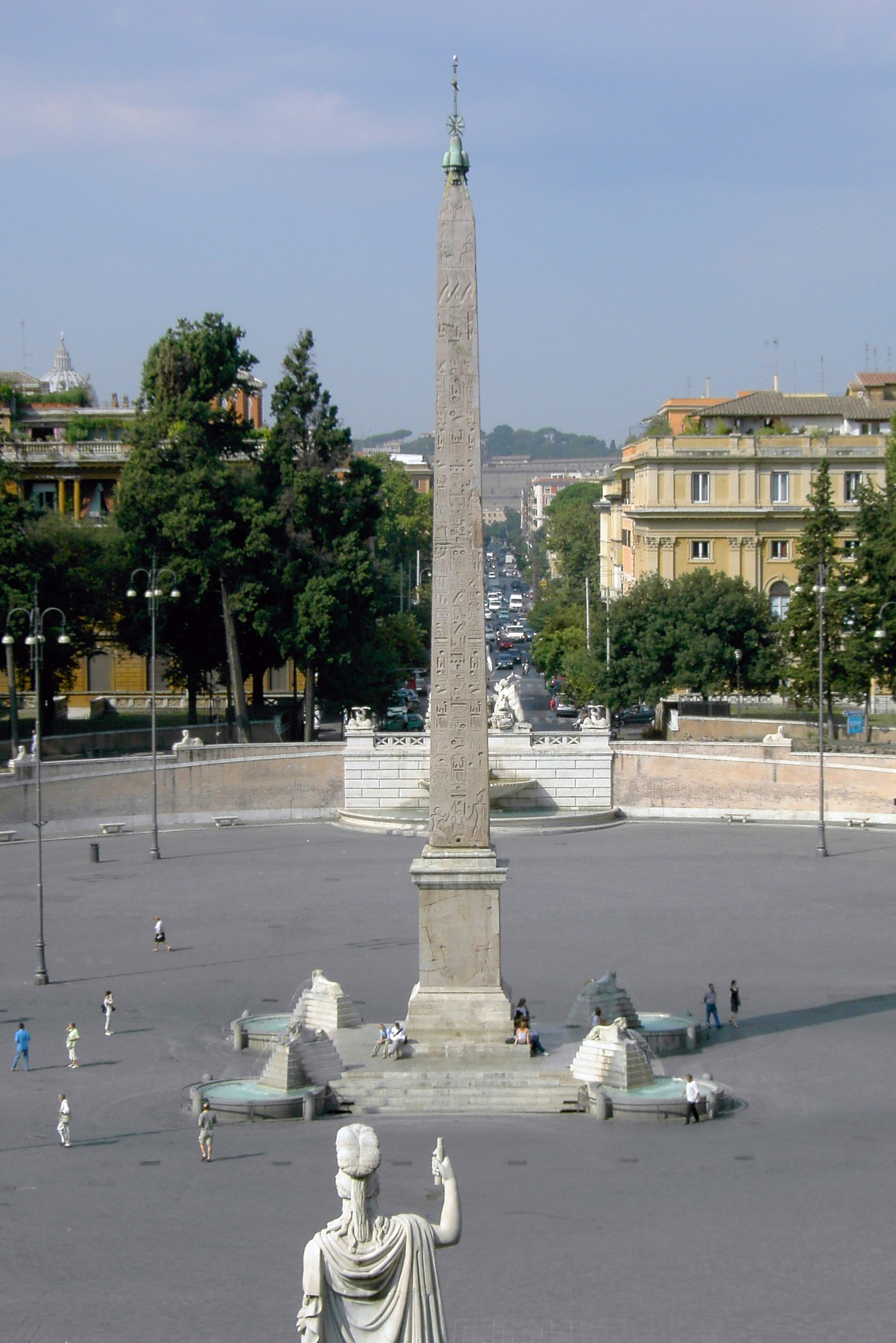
Imagen del obelisco Flaminio.
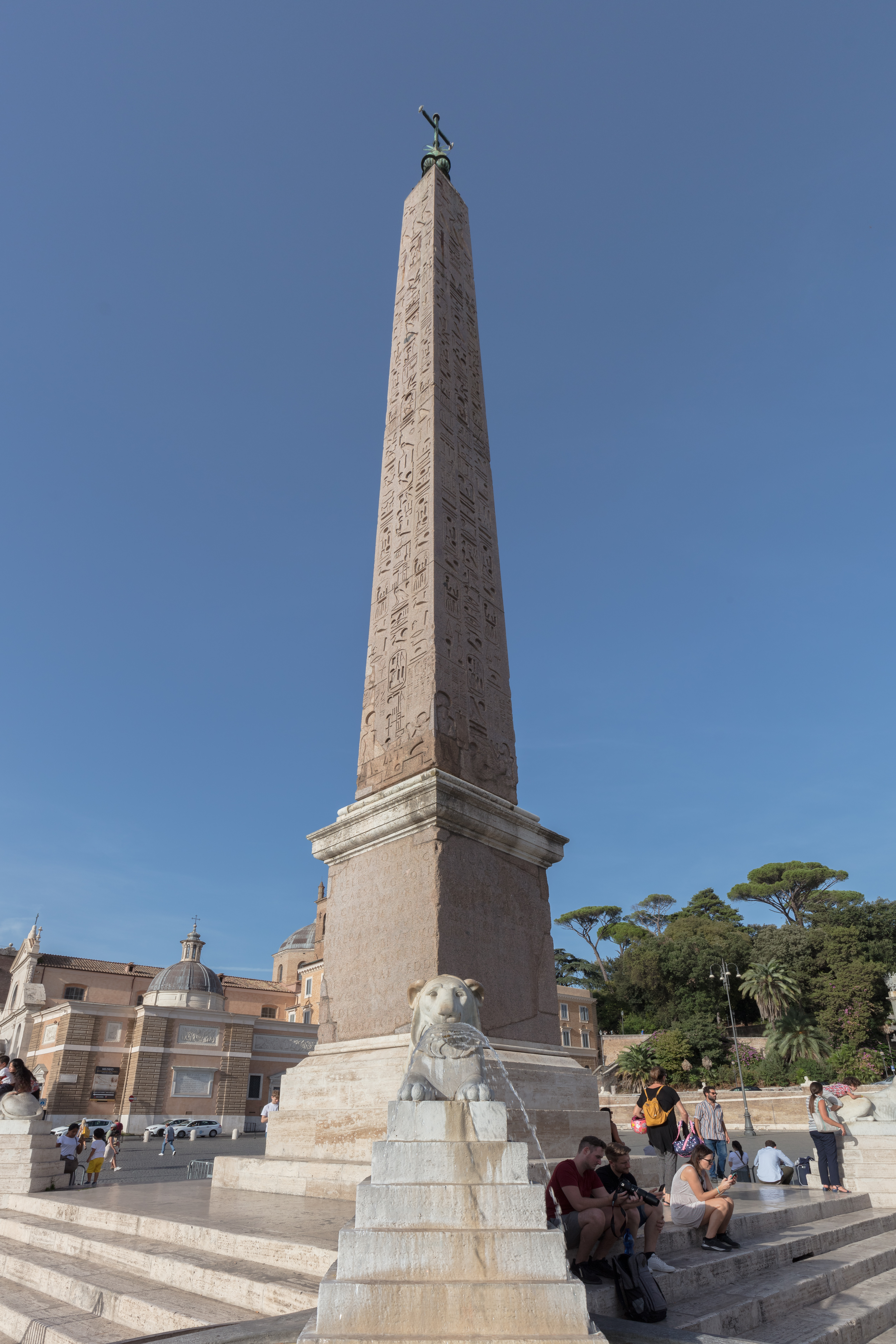
Vista del obelisco con un león en el primero plano.
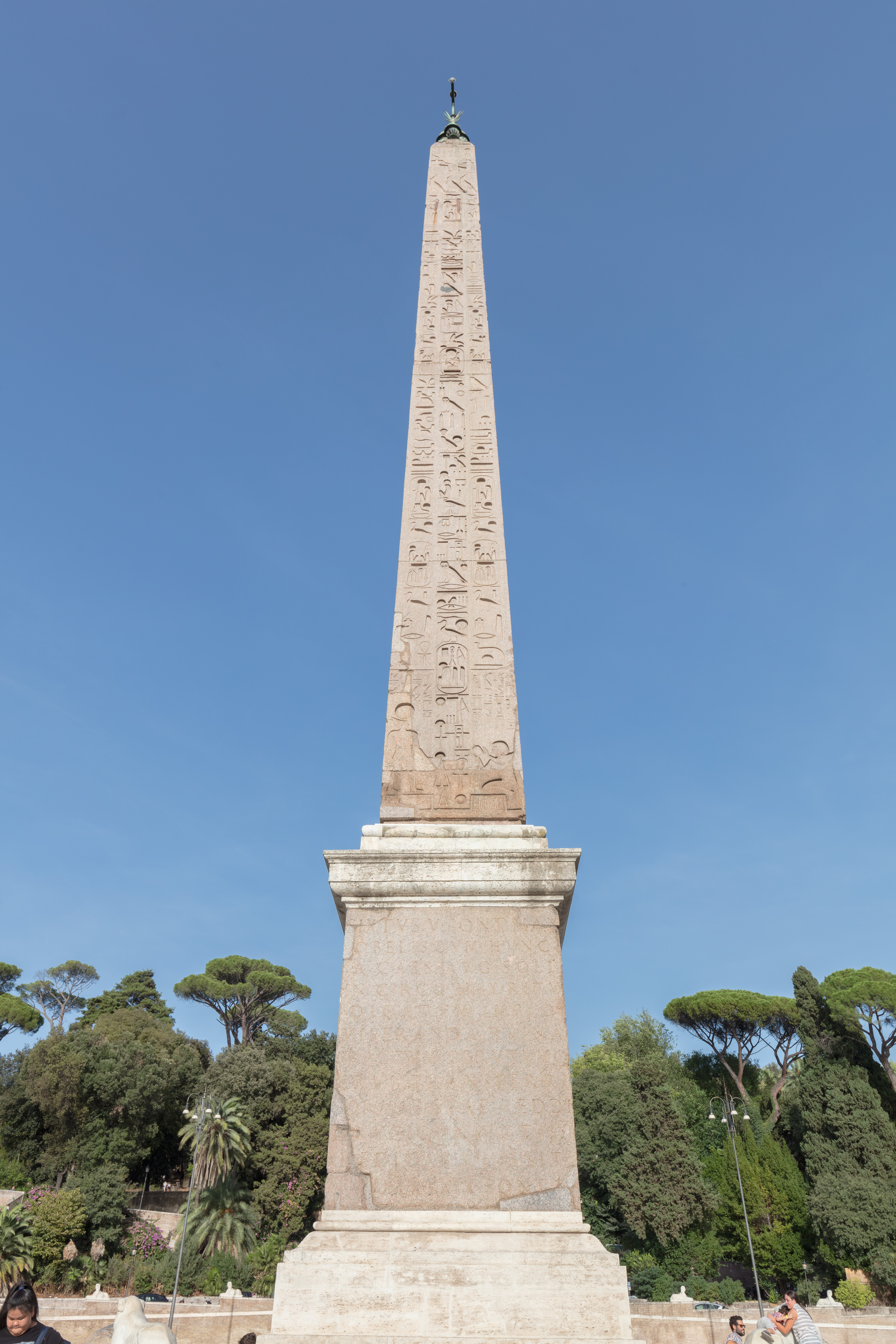
Detalle del obelisco Flaminio.
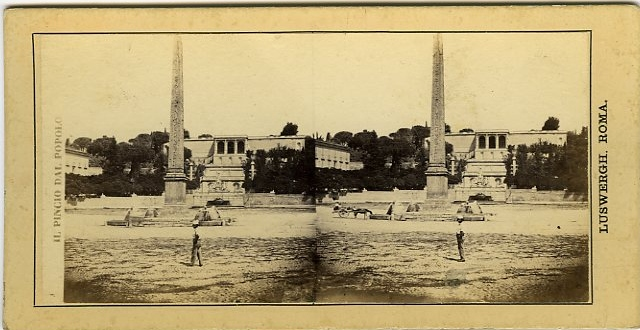
Tarjeta estroboscópica tomada en dos tiempos.
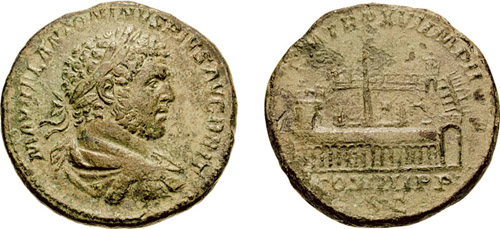
Sestercio de Caracalla donde se observa una vista del Circo Máximo con el obelisco Flaminio.